# Feked
Feked là một thị trấn thuộc hạt Baranya, Hungary. Thị trấn này có diện tích 19,33 km², dân số năm 2010 là 165 người, mật độ 9 người/km².